# Goodison Park
Goodison Park je nogometni stadion u Liverpoolu na kojem svoje domaće utakmice igra Everton. Izgrađen je 1892. godine, što ga čini jednim od najstarijih nogometnih stadiona na svijetu. Trenutni kapacitet stadiona je 40.158 mjesta.
Rekordnu posjetu od 78.299 gledatelja stadion je zabilježio 18. rujna 1948. godine, povodom Merseyside derbija Everton - Liverpool.

## Vanjske poveznice
- Povijest Goodison Parka (engl.)